# 吾妻站
吾妻站（日语：／ Azuma eki */?）是位於長崎縣雲仙市吾妻町牛口，島原鐵道的島原鐵道線車站。

## 歷史
- 1912年（大正元年）10月10日 - 山田村站（日语：／）啟用。
- 1960年（昭和35年）11月5日 - 車站改名為吾妻站。
- 1966年（昭和41年）2月1日 - 成為業務委託車站。
- 1970年（昭和45年）6月30日 - 結束貨物業務。
- 1986年（昭和61年）11月 - 新建車站大樓[1]
- 2019年（令和元年）10月1日 - 加設副站名「雲仙市政廳前」[2]

## 車站構造
車站是一座地面車站，設有2面2線的相對式月台。兩月台之間設有站內平交道連接（沒有遮斷機、警報機）。
在南邊月台靠近阿母崎一方設有車站大樓。在北邊月台中間處設有候車室。車站大樓是一座一層高的建築物。內部設有廁所（濕廁）、候車室和車站事務室。除了車站大樓外，北邊候車室靠近古部一方設有樓梯出入口。
此站是有人車站。車站大樓內設有售票處（營業時間：早上7時至下午6時）。

### 月台
| 月台                 | 路線        | 上下行 | 方向                 | 備註 |
| -------------------- | ----------- | ------ | -------------------- | ---- |
| 南邊（車站大樓一方） | ■島原鐵道線 | 上行   | 本諫早、諫早方向     |      |
| 北邊（海邊）         | ■島原鐵道線 | 下行   | 島原船津、島原港方向 |      |

## 車站周邊
車站位於吾妻中心，較多住宅。站前設有商店。此站最接近雲仙市政廳（舊 吾妻町公所）。
- 雲仙市政廳
- 雲仙市立鶴田小學
- 雲仙市立大塚小學
- 雲仙市立吾妻中學
- 有明海
- 國道251號（日语：国道251号）

## 使用狀況
在2013年度的一年總乘車人次為59,739人，下車人次為63,712人。
以下為近年一年總乘車人次和下車人次變化。
| 年度               | 一年總 乘車人次 | 一年總 下車人次 |
| ------------------ | --------------- | --------------- |
| 2000年（平成12年） | 95,720          | 95,472          |
| 2001年（平成13年） | 89,166          | 91,725          |
| 2002年（平成14年） | 91,338          | 91,199          |
| 2003年（平成15年） | 85,700          | 84,467          |
| 2004年（平成16年） | 80,682          | 82,344          |
| 2005年（平成17年） | 72,521          | 73,961          |
| 2006年（平成18年） | 70,881          | 71,707          |
| 2007年（平成19年） | 68,245          | 69,992          |
| 2008年（平成20年） | 68,530          | 69,074          |
| 2009年（平成21年） | 67,596          | 70,313          |
| 2010年（平成22年） | 66,948          | 70,330          |
| 2011年（平成23年） | 61,727          | 64,711          |
| 2012年（平成24年） | 58,238          | 62,015          |
| 2013年（平成25年） | 59,739          | 63,712          |

## 其他
- 在島原鐵道內，愛野站與此站兩站名稱合併後，於日文的義思為「我的愛妻」，造就了吉祥語車票之一。島原鐵道在此站與愛野站發售了「最愛認定證」的車票套，當中包括了愛野至吾妻之間的單程車票[5][6]。

## 相鄰車站
島原鐵道
■島原鐵道線
急行
愛野－吾妻－西鄉
普通
阿母崎－吾妻－古部

## 注腳
1. ↑  《島原鐵道100年史》島原鐵道，2008年，141頁
2. ↑  「10月以降の鉄道・バスの各種変更について」島原鉄道　お知らせ　2019年8月23日 （页面存档备份，存于）（日語）
3. ↑  第62版（平成27年）長崎統計年鑑 （页面存档备份，存于）（日語） - 長崎縣
4. ↑  長崎縣統計年鑑  （页面存档备份，存于）（日語），2020年9月5日參閲
5. ↑  最愛認定証 （页面存档备份，存于） - 島原鉄道株式会社 ホームページ
6. ↑  .   [2021-03-16]. （原始内容存档于2021-03-02）.

## 外部連結
- 吾妻站 - 島原鐵道 （页面存档备份，存于）（日語）